# 132e méridien ouest
En géographie, le 132e méridien ouest est le méridien joignant les points de la surface de la Terre dont la longitude est égale à 132° ouest.

## Géographie

### Dimensions
Comme tous les autres méridiens, la longueur du 132e méridien correspond à une demi-circonférence terrestre, soit 20 003,932 km. Au niveau de l'équateur, il est distant du méridien de Greenwich de 14 694 km,.
Avec le 48e méridien est, il forme un grand cercle passant par les pôles géographiques terrestres.

### Régions traversées
En commençant par le pôle Nord et descendant vers le sud au pôle Sud, Le 132e méridien ouest passe par:
| Coordonnées           | Pays, territoire ou mer | Notes |
| --------------------- | ----------------------- | --- |
| 90° 00′ N, 132° 00′ O | Océan Arctique          | |
| 74° 59′ N, 132° 00′ O | Mer de Beaufort         | |
| 69° 44′ N, 132° 00′ O | Canada                  | Territoires du Nord-Ouest Yukon — à partir de 64° 39′ N, 132° 00′ O Colombie-Britannique — à partir de 60° 00′ N, 132° 00′ O |
| 56° 51′ N, 132° 00′ O | États-Unis              | Alaska — Alaska du Sud-Est (continent), Île Wrangel, Île Deer (en) et Péninsule Cleveland (continent)                        |
| 55° 30′ N, 132° 00′ O | Détroit de Clarence     | |
| 55° 16′ N, 132° 00′ O | États-Unis              | Alaska — Île du Prince-de-Galles                                                                                             |
| 54° 43′ N, 132° 00′ O | Entrée Dixon            | |
| 54° 02′ N, 132° 00′ O | Canada                  | Colombie-Britannique — Île Graham et Île Moresby                                                                             |
| 52° 40′ N, 132° 00′ O | Océan Pacifique         | |
| 60° 00′ S, 132° 00′ O | Océan Austral           | |
| 74° 19′ S, 132° 00′ O | Antarctique             | Liste des territoires non revendiqués                                                                                        |